# Пенчко, Нина Александровна
Нина Александровна Пенчко (1897—1975) — советский историк, библиограф, переводчик; главный библиотекарь библиотеки МГУ.

## Биография
Родилась 17 января 1897 года[по какому календарю?]	в селе Бурнак Борисоглебского уезда Тамбовской области в семье земского врача. В 1914 году окончила женскую гимназию в Ростове с золотой медалью и переехала с матерью в Москву (отец к этому времени умер). Здесь в 1918 году окончила Московские высшие женские курсы. Свободно владея четырьмя иностранными языками (немецким, французским, итальянским и латынью), работала переводчицей, редактором, библиотекарем.
В МГУ с 1933 года; в 1953–1965 годах — Главный библиотекарь отдела редких книг и рукописей Научной библиотеки им. А. М. Горького. В 1963 году получила премию им. М. В. Ломоносова 2-й степени за публикацию документов по истории Московского университета второй половины XVIII века.
Скончалась в 1975 году.